# Sainte-Colombe-de-Peyre
Sainte-Colombe-de-Peyre (okcitán nyelven Santa Colombe de Peyre) korábbi község Franciaország déli részén, Lozère megyében. 2011-ben 200 lakosa volt.
2017. január 1-jén öt másik korábbi községgel egyesült és az így létrejött Peyre en Aubrac új község része lett.

## Fekvése
Fau-de-Peyre a Margeride-hegység (gránit) és az Aubrac-hegység (bazalt) határán fekszik, Aumont-Aubractól 6 km-re délnyugatra, 1060 méteres (a községterület 1018-1258 méteres) tengerszint feletti magasságban.
Északról La Chaze-de-Peyre, keletről Saint-Sauveur-de-Peyre, délről Le Buisson, nyugatról pedig Prinsuéjols községekkel határos. A D69-es megyei út köti össze La Chaze-de-Peyre-en (2 km) keresztül Aumont-Aubrac-kal. Területén áthalad az A75-ös autópálya és az N9-es főút Saint-Chély-d’Apcher és Marvejols közötti szakasza.
A községhez tartozik La Brugerette, Le Contendrès, Lasfonds, Le Cher, Villerousset és Couffinet.

## Története
A falu a történelmi Gévaudan tartomány Peyre-i báróságához tartozott. Egyházközségét 1109-ben említik először. Le Chernél a középkorban vár állt, mely azóta teljesen elpusztult. Az elvándorlás következtében lakossága az utóbbi két évszázadban kevesebb mint 1/3-ára csökkent.

### Demográfia
| Év   | Lakosság |
| ---- | -------- |
| 1793 | 693      |
| 1851 | 578      |
| 1876 | 585      |
| 1901 | 519      |
| 1936 | 411      |

| Év   | Lakosság |
| ---- | -------- |
| 1946 | 343      |
| 1954 | 312      |
| 1962 | 284      |
| 1968 | 243      |

| Év   | Lakosság |
| ---- | -------- |
| 1975 | 209      |
| 1982 | 191      |
| 1990 | 176      |
| 1999 | 203      |
| 2010 | 199      |

## Nevezetességei
- Temploma a 12. században épült román stílusban.
- A Pic du Cher-hegyen álló kápolna romjai egy középkori vár maradványai.
- Régi gránitkereszt Hermabessière-nél.
- Az első világháború áldozatainak emlékműve[3]
- Lac du Moulinet

## Híres emberek
- Itt született 1876-ban Jean-Augustin Dalle helytörténész

## Kapcsolódó szócikk
- Lozère megye községei